# Vladimir Luxuria
Vladimir Luxuria (ur. jako Wladimiro Guadagno 24 stycznia 1965 w Foggii) – włoska aktorka i polityk, deputowana w latach 2006–2008.

## Życiorys
Jej rodzicami byli Antonio i Maria Michela. Występowała jako aktorka, m.in. w filmach: Cena alle nove (1991), Come mi vuoi (1997), Sono positivo (1999).
Vladimir Luxuria prowadzi życie co do zasady jako kobieta, jednak prawnie pozostaje nadal mężczyzną, a siebie określa jako „ani mężczyznę, ani kobietę”.
Przyjęty pseudonim, „Luxuria”, oznacza po łacinie pożądanie.